# Římskokatolická farnost Mříčná
Římskokatolická farnost Mříčná je územním společenstvím římských katolíků v rámci jilemnického vikariátu královéhradecké diecéze.

## O farnosti

### Historie
Plebánie v Mříčné je poprvé písemně doložena v roce 1352 v rejstříku papežských desátků, vybíraných děkanstvím v Jičíně. Ves včetně kostela a fary byla zpustošena za třicetileté války. V letech 1716-1787 byl postupně stavěn nový farní kostel v barokním slohu. Kostel prošel rozsáhlou rekonstrukcí v letech 1967-1969. V roce 2018 byl na kněze vysvěcen rodák z mříčenské farnosti (konkrétně z Peřimova), R.D. Mgr. Jan Lukeš.

### Současnost
Farnost byla několik let administrována ex currendo z Jilemnice, na jaře roku 2021 bylo dekretem královéhradeckého diecézního biskupa rozhodnuto, že do Mříčné bude opět ustanoven sídelní duchovní správce, a to s platností od 1. srpna 2021. V souvislosti s aktuální situací bylo však jmenování odvoláno, a kněz, který měl nastoupit do Mříčné, nakonec nastoupil do Hořiček v náchodském vikariátu.
| Kostel                            | Místo  | Bohoslužba | Bohoslužba | Poznámka     |
| --------------------------------- | ------ | ---------- | ---------- | ------------ |
| Kostel sv. Kateřiny Alexandrijské | Mříčná | neděle     | 7.45       | farní kostel |